# Johann Staber

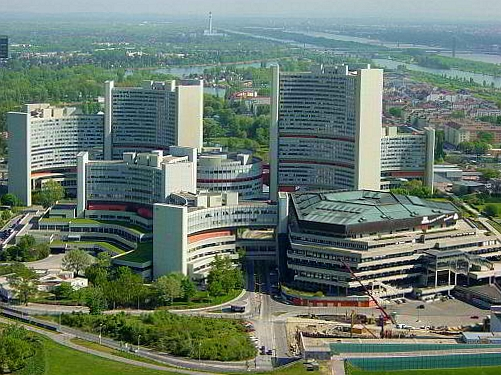
Vienna International Centre

Johann Staber (* 11. April 1928 in Klagenfurt; † 1. August 2005 in Wien) war ein österreichischer Architekt.

## Leben
Johann Staber wurde im Jahr 1928 in Klagenfurt als Sohn eines Maurerpoliers geboren und hatte drei Brüder. 1941 übersiedelte die Familie nach Graz, wo seine Eltern Franz und Julie Staber (geb. Meixner) ein Gasthaus übernahmen. Nach Beendigung der Hauptschule trat Staber in die Bundesgewerbeschule in Graz ein, die er im Jahr 1947 mit Matura abschloss.
Nach einem Architekturstudium bei Karl Raimund Lorenz und Friedrich Zotter an der Technischen Hochschule Graz war Johann Staber von 1951 bis 1953 im Büro von Oswald Haerdtl in Wien tätig. Ab März 1953 arbeitete er in Wien als selbständiger Architekt und erhielt 1956 die Architektenbefugnis. Staber war ab den 1960er Jahren für zahlreiche Bauherren im Waldviertel tätig. Er baute Einfamilienhäuser, Schulen und kleinere Gewerbebauten.
Im Jahr 1968 nahm Johann Staber am Wettbewerb für den „Amtssitz Internationaler Organisationen Konferenzzentrum Wien“ teil und erhielt den Zuschlag für den Bau. Anfang des Jahres 1972 und ein halbes Jahr nach der Beauftragung für den Bau der Wiener Uno-City gab Staber seinen alten Bürositz auf und eröffnete ein neues Büro. Um den Großauftrag zu bewältigen, stellte Staber zahlreiche Mitarbeiter ein, die er auch nach Fertigstellung der Uno-City trotz fehlender Folgeaufträge lange Zeit weiter beschäftigte. Diese hohen Kosten, eine intensive und aufwändige Arbeitsweise und die Beteiligung an zahlreichen Wettbewerben führten schließlich zum finanziellen Ruin und Konkurs des Architekten im Jahr 1998. Staber starb schließlich zurückgezogen und verarmt im Jahr 2005 in Wien; dass sein Nachlass erhalten geblieben ist, liegt nur an der Umsicht der Mitarbeiter eines Entrümpelungsunternehmens. Er wurde am Wiener Zentralfriedhof bestattet.
Staber war ab 1953 mit Olga, geb. Dettenweitz (1928–1999), verheiratet. Das Paar hat einen Sohn.

## Auszeichnungen
- 1999:	„Goldener Lorbeer“ für das Lebenswerk, Gesellschaft bildender Künstler Österreichs (Künstlerhaus)[1]

## Bauwerke (Auswahl)
- 1954: Sparkasse Gmünd

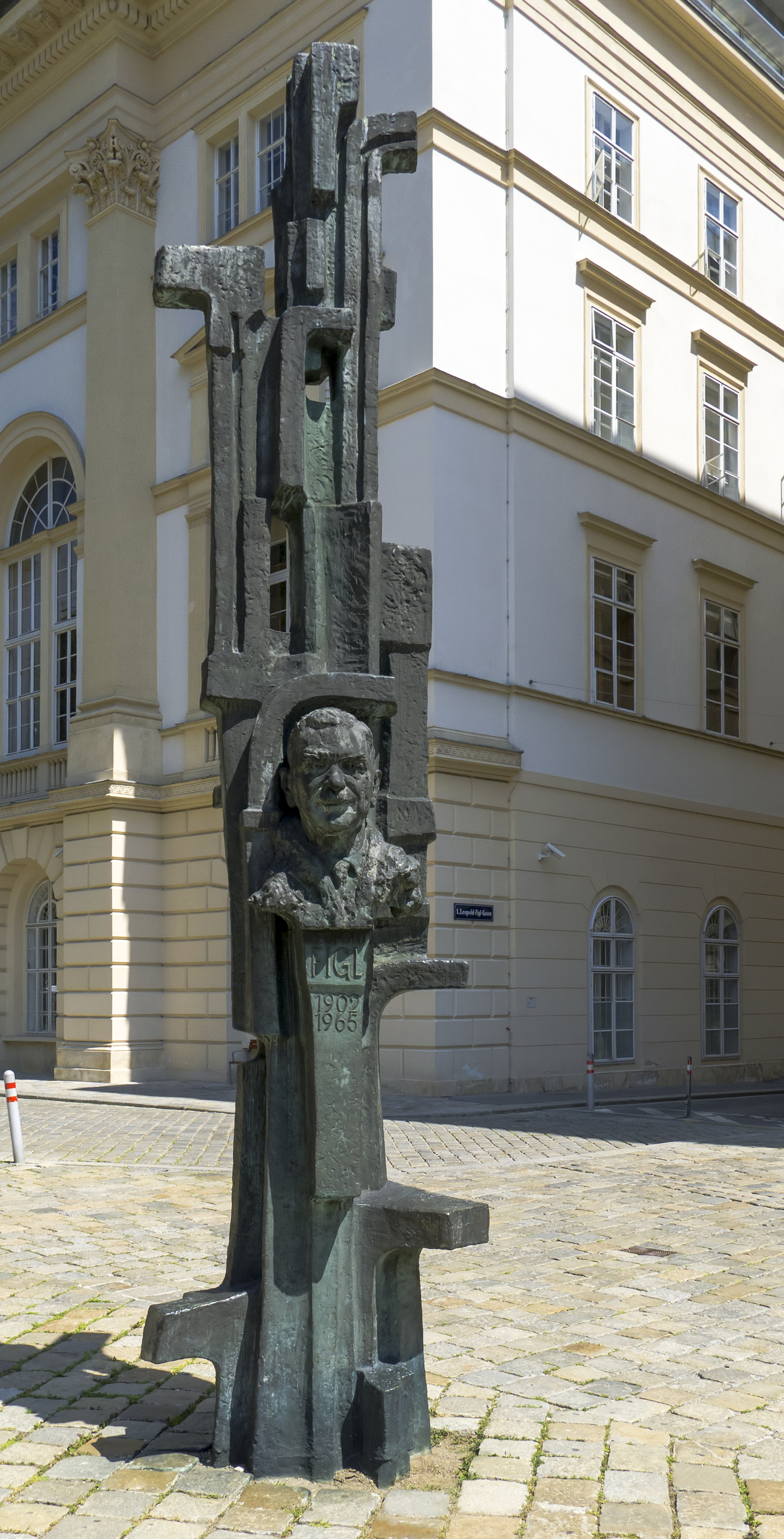
Leopold-Figl-Denkmal

- 1958–1960: Kurven-Bar, Tankstellen-Espresso, Leobendorf
- 1958/59: Wohnhaus der Gemeinde Wien, Wien 23, Carlbergergasse 43
- 1958/59: Wohnhaus der Gemeinde Wien, Wien 23, Klostermanngasse 13 / Anton-Heger-Platz 3
- 1959–1961: Druckereigebäude Fa. Brüder Baumann, Gmünd
- 1961:	Haus Amstetter, Heidenreichstein
- 1961–1963: Möbelfabrik Bobbin, Gmünd
- 1962–1967: Volks- und Hauptschule, Schrems
- 1963–1965: Volksschule Waldenstein
- 1966/67: Sparkasse Schrems
- 1967/68: Bürogebäude Gabmann, Schrems
- 1970–1973: Wohnhaus Schliesser, Wien 19, Hocheneggasse 5
- 1970–1976: Blindenheim „Harmonie“, Unterdammbach
- 1972–1979: Vienna International Centre („UNO-City“), Wien 22, Wagramer Straße 5
- 1972–1983: Schrauben Würth, Wien 11, Studenygasse
- 1974: Weberei Franz Amstetter & Sohn, Heidenreichstein
- 1973: Leopold-Figl-Denkmal, Wien 1, Minoritenplatz (mit Franz Anton Coufal)
- 1979–1980: Bau der Fußgängerzone rund ums Künstlerhaus (Passage-Galerie), Wien 1, Karlsplatz 5
- 1982–1987: Austria Center Vienna, Wien 22, Bruno-Kreisky-Platz
- 1990: Reithalle, Schloss Obersiebenbrunn